# Прапор Нового Роздолу
Пра́пор Нового Роздолу — один із символів міста Новий Розділ. Був затверджений 12 червня 1991 року рішенням 5-ї сесії Новороздільської міської ради першого демократичного скликання за ескізом історика-геральдиста Андрія Гречила.
17 червня 1997 року разом із гербом міста було внесено до геральдичних каталогів України.

## Опис
Як і герб, виконаний у кольорах державного прапора України.
Прямокутне полотнище з співвідношенням сторін 1:1. У синьому полі зображене жовте вістря.